# Авганистан на Летњим олимпијским играма 2012.
Авганистан је на свом тринаестом учествовању на Летњим олимпијским играма у Лондон 2012. послао 6 учесника (5 мушкараца и 1. жену), који су се такмичили у четири индивидуална спорта.
Заставу Авганистана на свечаном отварању Олимпијских игара 2008. носио је репрезентативац у теквондоу Несар Ахмад Бахави, а на затварању игара једини освајач медаља за Авганистан на олимпијским играма, Рохула Никпај.
На овим играма спортисти Авганистана су освојили једну бронзану медаљу и на табели освојених медаља у Лондону, делили су 79. место што им је најбољи пласман до сада.

## Освајачи медаља

### Бронза
- Рохулах Никпај — теквондо, до 68 кг

## Спортисти Авганистана по дисциплинама
| Спорт      | Мушкарци | Жене | Укупно |
| ---------- | -------- | ---- | ------ |
| Атлетика   | 1        | 1    | 2      |
| Бокс       | 1        | 0    | 1      |
| Теквондо   | 2        | 0    | 2      |
| Џудо       | 1        | 0    | 1      |
| Укупно (4) | 5        | 1    | 6      |

## Резултати по дисциплинама

### Атлетика
Представници Авганистана у атлетским такмичењима добили су специјалну позивницу за учешће на Играма.
Мушкарци
| Атлетичар Лични рекорд | Дисциплина | Предтакмичење | Предтакмичење | Група            | Група            | Полуфинале       | Полуфинале       | Финале           | Финале  | Детаљи |
| Атлетичар Лични рекорд | Дисциплина | Резултат      | Место         | Резултат         | Место            | Резултат         | Место            | Резултат         | Место   | Детаљи |
| ---------------------- | ---------- | ------------- | ------------- | ---------------- | ---------------- | ---------------- | ---------------- | ---------------- | ------- | ------ |
| Масуд Азизи 11,11      | 100 м      | 11,19         | 6 у гр. 4     | Није се пласирао | Није се пласирао | Није се пласирао | Није се пласирао | Није се пласирао | 66 / 75 | ,      |

Жене
| Атлетичар Лични рекорд  | Дисциплина | Предтакмичење | Предтакмичење | Група             | Група             | Полуфинале        | Полуфинале        | Финале            | Финале  | Детаљи |
| Атлетичар Лични рекорд  | Дисциплина | Резултат      | Место         | Резултат          | Место             | Резултат          | Место             | Резултат          | Место   | Детаљи |
| ----------------------- | ---------- | ------------- | ------------- | ----------------- | ----------------- | ----------------- | ----------------- | ----------------- | ------- | ------ |
| Тахмина Кохистани 15,00 | 100 м      | 14,42 ЛР      | 6 у гр. 4     | Није се пласирала | Није се пласирала | Није се пласирала | Није се пласирала | Није се пласирала | 78 / 79 | ,      |

## Бокс
Мушкарци
Авганистански боксер Ајмал Фејсал је добио позив трипартитне комисије АИБА да се такмичи у боксу.
| Спортиста    | Дисциплина      | Рунда 32                | 1/8 финала         | 1/4 финале         | Полуфинале         | Финале             | Финале           | Детаљи |
| Спортиста    | Дисциплина      | Противник Резултат      | Противник Резултат | Противник Резултат | Противник Резултат | Противник Резултат | Пласман          | Детаљи |
| ------------ | --------------- | ----------------------- | ------------------ | ------------------ | ------------------ | ------------------ | ---------------- | ------ |
| Ајмал Фејсал | мува (до 52 кг) | Убали (FRA) · Пор. 9-22 | Није се пласирао   | Није се пласирао   | Није се пласирао   | Није се пласирао   | Није се пласирао |        |

## Теквондо
Двојица авганистанских теквондиста су се квалификовали на учешће на Играма, постигнутим резултатима на азијском Теквондо Олимпијском квалификационом турниру 2011. У категорији до 68 кг такмичио се освајач бронзаних медаља на прошлим Играма у Пекингу и светском првенству 2011. Рохула Никпај и освајач сребрне медаље на Азијским играма 2010. Несар Ахмад Бахави у категорији до 80 кг. 
Рохула Никпај је успео поновити резултат из Пекинга иако је наступао у тежој категорији, освојивши бронзану медаљу победивши Мартина Стампера из Уједињеног Краљевства. Несар Ахмад Бахави се такође борио за бронзану медаљу, међутим, имао је тешку повреде током читавог такмичења а после меча против Италијана Маура Сармоијента одведен је у болницу одмах после меча.
Мушкарци
| Такмичар           | Дисциплина | Коло 16 такмичара          | Четвртфинале                                | Полуфинале         | Репасаж Полуфинале        | Репасаж Финале             | Финале           | Плас.            | Детаљи |
| Такмичар           | Дисциплина | Противник Резултат         | Противник Резултат                          | Противник Резултат | Противник Резултат        | Противник Резултат         | Финале           | Плас.            | Детаљи |
| ------------------ | ---------- | -------------------------- | ------------------------------------------- | ------------------ | ------------------------- | -------------------------- | ---------------- | ---------------- | ------ |
| Рохула Никпај      | до 68 кг   | Лоњевски (POL) · Поб. 12-5 | Мохамад Багери Мотамед (IRI) · Пор 4-5 (ЗП) | Није се пласирао   | Буи (CAF) · Поб 14-2 (ПР) | Стампер (GBR) · Поб 5-3    | Није се пласирао |                  |        |
| Насер Ахмад Бахави | до 80 кг   | Шернуби (MAR) · Поб 4-3    | Кризманић (ARG) · Пор 1-9                   | Није се пласирао   | Скот (NZL) · Поb. 11-6    | Сармијенто (ITA) · Пор 0-4 | Није се пласирао | Није се пласирао |        |

## Џудо
Мушкарци
Авганистански џудиста Ајмал Фаизада је добио позив да се такмичи у џудоу, у тежинској категорији до 66 кг.
| Џудиста       | Дисциплина | 1. коло                        | 1/8 фин.         | 1/4 фин.         | Полуф.           | Фин.             | Репасаж 1          | Репасаж 1/4 фин.   | Репасаж полуфинале | Борба за бронзу    | Поз.             | Детаљи |
| Џудиста       | Дисциплина | Противник Резултат             | Прот. Рез.       | Прот. Рез.       | Прот. Рез.       | Прот. Рез.       | Противник Резултат | Противник Резултат | Противник Резултат | Противник Резултат | Поз.             | Детаљи |
| ------------- | ---------- | ------------------------------ | ---------------- | ---------------- | ---------------- | ---------------- | ------------------ | ------------------ | ------------------ | ------------------ | ---------------- | ------ |
| Ајмал Фаизада | до 66 кг   | Унгвари (HUN) · Пор. 0000-0011 | Није се пласирао | Није се пласирао | Није се пласирао | Није се пласирао | Није се пласирао   | Није се пласирао   | Није се пласирао   | Није се пласирао   | Није се пласирао |        |